# Leonel Olímpio
Leonel Olímpio (sinh ngày 7 tháng 7 năm 1982 ở Jaguariaíva, Paraná) là một cầu thủ bóng đá người Brasil thi đấu cho câu lạc bộ Bồ Đào Nha Varzim S.C. ở vị trí tiền vệ phòng ngự.

## Danh hiệu
Paços de Ferreira
- Cúp Liên đoàn bóng đá Bồ Đào Nha: Á quân 2010–11

Guimarães
- Cúp bóng đá Bồ Đào Nha: 2012–13
- Supertaça Cândido de Oliveira: Á quân 2011, 2013